# Drosophila mulli
Drosophila mulli är en tvåvingeart som beskrevs av Perreira och Kenneth Y. Kaneshiro 1991. Drosophila mulli ingår i släktet Drosophila och familjen daggflugor.
Artens utbredningsområde är Hawaii.